# 잔파곶 등대

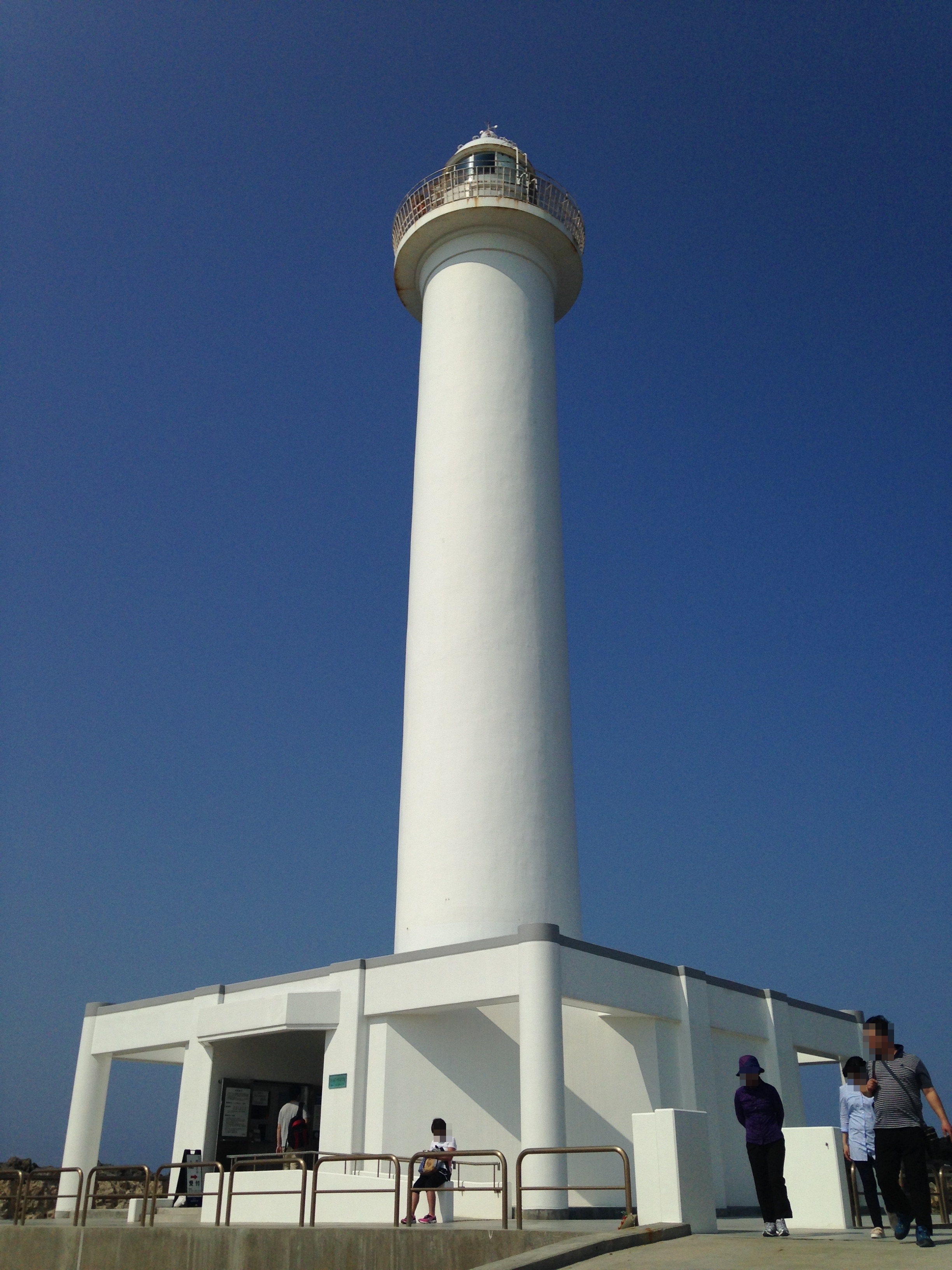
잔파곶 등대

잔파곶 등대(일본어: 残波岬灯台)는 일본 오키나와현 나카가미군 요미탄촌 잔파곶 끝자락에 있는 백악 등대이다. 주변은 오키나와 해안 국정공원으로 지정되어 있다.